# Annabel Luxford
Annabel Luxford (Sídney, 2 de marzo de 1982) es una deportista australiana que compitió en triatlón.
Ganó una medalla de plata en el Campeonato Mundial de Triatlón de 2005 y tres medallas de plata en el Campeonato de Oceanía de Triatlón entre los años 2007 y 2018. Además, obtuvo una medalla de bronce en el Campeonato Mundial de Triatlón de Larga Distancia de 2018. En Ironman 70.3 consiguió una medalla de bronce en el Campeonato Mundial de 2013 y dos medallas en el Campeonato Europeo, en los años 2013 y 2017.

## Palmarés internacional
| Campeonato Mundial    | Campeonato Mundial         | Campeonato Mundial | Campeonato Mundial |
| Año                   | Lugar                      | Medalla            | Prueba             |
| --------------------- | -------------------------- | ------------------ | ------------------ |
| 2005                  | Gamagori (Japón)           | Medalla de plata   | Individual         |
| Campeonato de Oceanía |                            |                    |                    |
| Año                   | Lugar                      | Medalla            | Prueba             |
| 2007                  | Geelong (Australia)        | Medalla de plata   | Individual         |
| 2008                  | Wellington (Nueva Zelanda) | Medalla de plata   | Individual         |
| 2018                  | San Kilda (Australia)      | Medalla de plata   | Individual         |

| Campeonato Mundial | Campeonato Mundial | Campeonato Mundial | Campeonato Mundial |
| Año                | Lugar              | Medalla            | Prueba             |
| ------------------ | ------------------ | ------------------ | ------------------ |
| 2018               | Fionia (Dinamarca) | Medalla de bronce  | Individual         |

| Campeonato Mundial | Campeonato Mundial         | Campeonato Mundial | Campeonato Mundial |
| Año                | Lugar                      | Medalla            | Prueba             |
| ------------------ | -------------------------- | ------------------ | ------------------ |
| 2013               | Henderson (Estados Unidos) | Medalla de bronce  | Individual         |
| Campeonato Europeo |                            |                    |                    |
| Año                | Lugar                      | Medalla            | Prueba             |
| 2013               | Wiesbaden (Alemania)       | Medalla de plata   | Individual         |
| 2017               | Elsinor (Dinamarca)        | Medalla de oro     | Individual         |